# Chloropsina flavovaria
Chloropsina flavovaria är en tvåvingeart som beskrevs av Becker 1916. Chloropsina flavovaria ingår i släktet Chloropsina och familjen fritflugor.
Artens utbredningsområde är Taiwan. Inga underarter finns listade i Catalogue of Life.